# Рыбы-ангелы
Ры́бы-а́нгелы, или помакантовые (лат. Pomacanthidae) — семейство морских лучепёрых рыб из отряда окунеобразных (Perciformes). Обладают яркой, пёстрой окраской. Ранее рыб-ангелов считали подсемейством щетинозубых (Chaetodontidae), однако в течение времени было выявлено столько морфологических различий, что их выделили в отдельное семейство. Насчитывают свыше 85 видов.

## Внешний вид
Помимо яркой окраски, рыбы-ангелы отличаются плоским телосложением и высокой спиной. Характерным для этого семейства является мощный, направленный назад шип, который находится на нижней стороне жабр и отличается по окраске от остального тела. Этот шип является самым надёжным отличительным признаком от щетинозубых, внешность которых весьма схожа, но у которых он полностью отсутствует. Длина рыб-ангелов составляет от 6 до 60 см. Молодые рыбы-ангелы часто окрашены кардинально иным образом, чем взрослые особи. Отличие в окраске настолько велико, что молодых особей ранее считали отдельными видами.

## Распространение
Рыбы-ангелы обитают в тропических широтах всех мировых морей. Девять видов встречаются в Атлантическом океане, остальные в Индийском и Тихом океанах. Эти рыбы предпочитают жить вблизи коралловых рифов.

## Питание
У рыб-ангелов весьма разнообразные стратегии по питанию. Некоторые из них всеядны и их пища представляет собой широкую палитру от водорослей до мелких животных. Другие питаются только губками и водорослями. Представители рода аполемихтов (Apolemichthys) питаются исключительно губками, лирохвостые рыбы-ангелы (Genicanthus) — зоопланктоном, а карликовые рыбы-ангелы (Centropyge) — водорослями. Молодые рыбы-ангелы, а также и взрослые в некоторых регионах, к примеру около Галапагосских островов, чистят более крупных рыб, поедая паразитов с их чешуи.

## Поведение
Рыбы-ангелы живут, как правило, парами или в небольших гаремных группах, состоящих из одного самца и нескольких самок. На рифах у них чёткие ареалы, которые они обороняют от соперников. У крупных представителей семейства размер ареалов может составлять свыше 1000 м², у карликовых они могут составлять лишь одну коралловую колонию. Молодые особи могут жить в ареалах зрелых рыб, не будучи изгоняемыми. Однако в целом, в отношении сородичей-соперников рыбы-ангелы действуют энергично и агрессивно. Представители рода помакантов (Pomacanthus) издают при этом громкие щёлкающие звуки.

## Классификация
В семействе рыб-ангелов (Pomacanthidae) 8 родов с 90 видами: 
- Род Apolemichthys — Аполемихты
  - Apolemichthys arcuatus
  - Apolemichthys griffisi
  - Apolemichthys guezei
  - Apolemichthys kingi
  - Apolemichthys trimaculatus — Трёхпятнистый аполемихт
  - Apolemichthys xanthopunctatus
  - Apolemichthys xanthotis
  - Apolemichthys xanthurus
- Род Centropyge — Центропиги
  - Centropyge abei
  - Centropyge acanthops
  - Centropyge argi
  - Centropyge aurantia
  - Centropyge aurantonotus
  - Centropyge bicolor — Двухцветный центропиг, или жёлто-чёрный центропиг
  - Centropyge bispinosa — Двухколючковый центропиг
  - Centropyge boylei
  - Centropyge colini
  - Centropyge debelius
  - Centropyge eibli
  - Centropyge ferrugata
  - Centropyge fisheri
  - Centropyge flavicauda
  - Centropyge flavipectoralis
  - Centropyge flavissima — Золотой центропиг, или голубощёкий центропиг
  - Centropyge heraldi
  - Centropyge hotumatua
  - Centropyge interruptus
  - Centropyge joculator
  - Centropyge loricula
  - Centropyge multicolor
  - Centropyge multispinis
  - Centropyge nahackyi
  - Centropyge narcosis
  - Centropyge nigriocella
  - Centropyge nox
  - Centropyge potteri
  - Centropyge resplendens
  - Centropyge shepardi
  - Centropyge tibicen
  - Centropyge venustus
  - Centropyge vrolikii
- Род Chaetodontoplus — Хетодонтоплы
  - Chaetodontoplus ballinae
  - Chaetodontoplus caeruleopunctatus
  - Chaetodontoplus chrysocephalus
  - Chaetodontoplus conspicillatus — Заметный хетодонтопл
  - Chaetodontoplus dimidiatus
  - Chaetodontoplus duboulayi
  - Chaetodontoplus melanosoma
  - Chaetodontoplus meredithi
  - Chaetodontoplus mesoleucus
  - Chaetodontoplus niger
  - Chaetodontoplus personifer — Пятнистолицый хетодонтопл
  - Chaetodontoplus poliourus
  - Chaetodontoplus septentrionalis — Голубополосый хетодонтопл
- Род Genicanthus — Лирохвостые рыбы-ангелы
  - Genicanthus bellus
  - Genicanthus caudovittatus
  - Genicanthus lamarcki — Четырёхполосая лирохвостая рыба-ангел, лирохвостый ангел Ламарка
  - Genicanthus melanospilos
  - Genicanthus personatus
  - Genicanthus semicinctus
  - Genicanthus semifasciatus — Зебровая лирохвостая рыба-ангел
  - Genicanthus spinus
  - Genicanthus takeuchii
  - Genicanthus watanabei
- Род Holacanthus — Изабелиты
  - Holacanthus africanus
  - Holacanthus bermudensis
  - Holacanthus ciliaris — Зелёная изабелита, или зелёная качама
  - Holacanthus clarionensis
  - Holacanthus isabelita
  - Holacanthus limbaughi
  - Holacanthus passer
  - Holacanthus tricolor — Трёхцветная изабелита, или трёхцветная качама
- Род Paracentropyge
  - Paracentropyge multifasciata
- Род Pomacanthus — Помаканты
  - Pomacanthus annularis
  - Pomacanthus arcuatus — Серая рыба-ангел, или чёрный помакант
  - Pomacanthus asfur
  - Pomacanthus chrysurus — Изумрудный ангел
  - Pomacanthus imperator — Императорский помакант, или императорский ангел
  - Pomacanthus maculosus
  - Pomacanthus navarchus
  - Pomacanthus paru — Малая рыба-ангел, или тёмный помакант
  - Pomacanthus rhomboides
  - Pomacanthus semicirculatus — Полукруглая рыба-ангел, или рябой помакант
  - Pomacanthus sexstriatus
  - Pomacanthus xanthometopon
  - Pomacanthus zonipectus
- Род Pygoplites — Пигоплиты
  - Pygoplites diacanthus — Пигоплит, или королевская рыба-ангел